# Álvaro Hodeg
Álvaro José Hodeg Chagüi (Montería, Córdoba, 16 de septiembre de 1996) es un ciclista profesional colombiano. Desde 2025 corre en el equipo colombiano Team Medellín-EPM de categoría Continental.

## Palmarés
2016
- 3 etapas de la Vuelta a Chiriquí[2]

2017
- 1 etapa de la Vuelta al Valle del Cauca[3]
- 1 etapa del Tour del Porvenir

2018
- Handzame Classic
- 1 etapa de la Volta a Cataluña
- 1 etapa del Tour de Polonia
- 1 etapa de la Vuelta a Alemania
- 1 etapa del Tour de Turquía

2019
- 1 etapa del Tour Colombia
- 1 etapa del Tour de Noruega
- Flecha de Heist
- 2 etapas de la Adriatica Ionica Race
- 1 etapa del BinckBank Tour
- Giro de Münsterland

2021
- 1 etapa del Tour de l'Ain
- Gran Premio Marcel Kint
- 1 etapa del Tour de Eslovaquia

2025
- Campeonato Panamericano en Ruta

## Resultados en Grandes Vueltas y Campeonatos del Mundo
| Carrera         | Carrera         | 2017 | 2018 | 2019 | 2020  | 2021 | 2022 | 2023 | 2024 |
| --------------- | --------------- | ---- | ---- | ---- | ----- | ---- | ---- | ---- | ---- |
|                 | Giro de Italia  | —    | —    | —    | 131.º | —    | —    | —    | —    |
|                 | Tour de Francia | —    | —    | —    | —     | —    | —    | —    | —    |
|                 | Vuelta a España | —    | —    | —    | —     | —    | —    | —    | —    |
| Mundial en Ruta | Mundial en Ruta | —    | —    | Ab.  | —     | Ab.  | —    | —    | —    |

—: no participa

Ab.: abandono

## Equipos
- Coldeportes Claro (2015-2016)
- Coldeportes Zenú (2017)[4]
- Quick Step (2017[5] -2021)
  - Quick-Step Floors (2017-2018)
  - Deceuninck-Quick Step (2019-2021)
- UAE Team Emirates[6] (2022-2024)
- Team Medellín-EPM (2025-)